# 平成17年度全国高等学校総合体育大会
平成17年度全国高等学校総合体育大会（へいせい17ねんどぜんこくこうとうがっこうそうごうたいいくたいかい）は、2005年（平成17年）8月から2006年（平成18年）2月にかけて行われた全国高等学校総合体育大会である。
実施32競技のうち、28競技による夏季大会が2005年8月1日 - 8月20日を開催期間として千葉県で、冬季大会の4競技が競技種目ごとに下記開催地および開催期間にてそれぞれ実施された。

## 夏季大会
夏季大会は、2005年8月1日から8月20日まで千葉県などで開催された。大会愛称は2005千葉きらめき総体、大会スローガンは「輝きを胸に 夢をその手に 房総の夏」。総合開会式は8月1日に幕張メッセで行われた（大会史上初、屋内で総合開会式。また、史上初、オーケストラによる大会賛歌の演奏）。
関東ブロック南部での開催年にあたっていたが、千葉県単独主催となった（水球会場のみ東京都江東区の東京辰巳国際水泳場 ）。

### 概要
- 主催：財団法人全国高等学校体育連盟、千葉県、千葉県教育委員会、関係全国中央競技団体
- 後援：文部科学省、財団法人日本体育協会、日本放送協会（NHK）
- 協賛：コカ・コーラ

### 実施競技・会場一覧
- 陸上競技（男女） - 千葉市（千葉県総合スポーツセンター陸上競技場）
- レスリング（男） - 佐倉市（佐倉市民体育館）
- 体操（競技・新体操、男女） - 千葉市（千葉ポートアリーナ）
- 弓道（男女） - 八日市場市（県立匝瑳高等学校弓道場）
- 水泳（競泳・飛込・水球、男女） - 競泳、飛込・習志野市（千葉県国際総合水泳場）、水球・東京都江東区（東京辰巳国際水泳場）
- テニス（男女） - 柏市（柏市柏の葉庭球場他）
- バスケットボール（男女） - 男子・船橋市（船橋市総合体育館他）、女子・八千代市（八千代市市民体育館他）
- 登山（男女） - 君津市（高宕山コース、三郡山コース、元清澄コース）
- バレーボール（男女） - 茂原市、東金市（茂原市市民体育館、東金アリーナ他）
- 自転車競技（トラック・ロード、男） - トラック・松戸市（松戸競輪場）、ロード・鴨川市、丸山町、富山町、三芳村（南房総特設コース）
- 卓球（男女） - 成田市（成田市体育館）
- ボクシング（男） - 鴨川市（鴨川市総合運動施設文化体育館）
- ソフトテニス（男女） - 白子町（白子サニーテニスコート）
- ホッケー（男女） - 大原町、白子町、大多喜町（大原町総合グランド陸上競技場他）
- ハンドボール（男女） - 男子・佐原市（佐原市民体育館他）、女子・市川市（市川市国府台市民体育館他）
- ウエイトリフティング（男）- 八千代市（八千代市市民体育館）
- サッカー（男） - 市原市（市原緑地運動公園臨海競技場他）
- ヨット（男女） - 千葉市（千葉市稲毛ヨットハーバー）
- バドミントン（男女） - 野田市（野田市総合公園体育館他）
- フェンシング（男女） - 松戸市（松戸運動公園体育館）
- ソフトボール（男女） - 成田市（大谷津運動公園野球場他）
- 空手道（男女） - 浦安市（浦安市運動公園総合体育館）
- 相撲（男） - 木更津市（木更津市民体育館）
- アーチェリー（男女） - 船橋市（船橋市運動公園陸上競技場）
- 柔道（男女） - 成田市（成田市体育館）
- なぎなた（女） - 我孫子市（我孫子市民体育館）
- ボート（男女） - 小見川町（千葉県小見川ボート場）
- 剣道（男女） - 館山市（県立館山運動公園体育館）

## 冬季大会
平成17年度全国高等学校総合体育大会では、2005年12月から2006年2月にかけてスキー、スケート・アイスホッケー、ラグビーフットボール、駅伝の4競技が冬季大会として開催された。

### スキー大会
スキー大会は、第55回全国高等学校スキー大会として2006年2月3日 - 2月7日に秋田県鹿角市で開催された。スローガンは、「宙を舞え 風になれ 鹿角の大地で熱くなれ」。

#### 概要
- 主催：公益財団法人全国高等学校体育連盟、公益財団法人全日本スキー連盟、秋田県、秋田県教育委員会、鹿角市、鹿角市教育委員会
- 後援：文部科学省、公益財団法人日本体育協会、日本放送協会、公益財団法人秋田県体育協会、鹿角市体育協会
- 主管：公益財団法人全国高等学校体育連盟スキー専門部、秋田県高等学校体育連盟、秋田県スキー連盟

#### 実施競技・会場一覧
| 競技名 | 競技名                   | 競技名 | 会場地       | 会場                                                          |
| ------ | ------------------------ | ------ | ------------ | ------------------------------------------------------------- |
| スキー | アルペン                 |        | 秋田県鹿角市 | 花輪スキー場                                                  |
| スキー | クロスカントリー         |        | 秋田県鹿角市 | 花輪スキー場クロスカントリーコース                            |
| スキー | スペシャルジャンプ       |        | 秋田県鹿角市 | 花輪スキー場花輪シャンツェ                                    |
| スキー | ノルディックコンバインド |        | 秋田県鹿角市 | 花輪スキー場花輪シャンツェ 花輪スキー場クロスカントリーコース |

### スケート・アイスホッケー大会
スケート・アイスホッケー大会は、第55回全国高等学校スケート競技・アイスホッケー競技選手権大会として2006年1月22日 - 1月26日に北海道苫小牧市で開催された。スローガンは、「燃え上がれ この氷都を とかすほど」。

#### 概要
- 主催：財団法人全国高等学校体育連盟、財団法人日本スケート連盟、財団法人日本アイスホッケー連盟、北海道、北海道教育委員会、苫小牧市、苫小牧市教育委員会
- 後援：文部科学省、財団法人日本体育協会、日本放送協会、財団法人北海道体育協会、苫小牧市体育協会
- 主管：財団法人全国高等学校体育連盟スケート専門部、北海道高等学校体育連盟、財団法人北海道スケート連盟、財団法人北海道アイスホッケー連盟

#### 実施競技・会場一覧
| 競技名         | 競技名 | 会場地   | 会場                                                                                   |
| -------------- | ------ | -------- | -------------------------------------------------------------------------------------- |
| スピード       |        | 苫小牧市 | 苫小牧市ハイランドスケートセンター                                                     |
| フィギュア     |        | 苫小牧市 | 苫小牧市沼ノ端スケートセンター                                                         |
| アイスホッケー |        | 苫小牧市 | - 苫小牧市白鳥アリーナ - 王子製紙スケートセンター - 苫小牧市ハイランドスケートセンター |

### ラグビーフットボール大会
ラグビーフットボール大会は、第85回全国高等学校ラグビーフットボール大会として2005年12月27日 - 2006年1月7日に大阪府東大阪市の花園ラグビー場、花園中央公園多目的球技広場で開催された。

## その他
- この大会よりJ SPORTSによる中継が開始された。